# Explosionsschutzventil
Explosionsschutzventile sind Explosionsentkopplungslösungen, die im Rahmen des konstruktiven Explosionsschutzes Verwendung finden und erstmals im Jahr 1970 eingesetzt wurden. Konstruktiver Explosionsschutz ist erforderlich, wenn vorbeugende Explosionsschutzmaßnahmen, wie beispielsweise zündquellenfreie Umgebungen, nicht mehr ausreichen. Unterschiedliche Explosionsschutzventile werden in Anlagen verbaut, die durch Rohrleitungen miteinander verbunden sind. Die Ausbreitung von Flammen oder Druckwellen in umliegende Anlagenteile wird im Falle einer Explosion wirksam verhindert, indem das Explosionsschutzventil die Rohrleitung verschließt.
Explosionstechnische Entkopplungsventile (z. B. Ventex) werden vor allem in Bereichen eingesetzt, in denen entzündbare Stäube, Gase oder hybride Gemische verarbeitet werden. Solche Anwendungsbereiche finden sich überwiegend in der Pharmaindustrie, in Unternehmen der Chemie/Petrochemie, im Bereich der Lebensmittel- und Futtermittelherstellung sowie in Forschungslaboren. Unterschieden wird zwischen aktiven und passiven Explosionsschutzventilen: Passive Explosionsschutzventile sind ohne Fremdenergie und Steuerung funktionsfähig, reagieren einzig auf die Explosionswirkung und verhindern aufgrund ihrer baulichen Beschaffenheit eine Flammen- und Druckausbreitung innerhalb der Rohrleitungen sowie in angrenzende Anlagenteile. Aktive Explosionsschutzventile hingegen benötigen für den Verschluss der Rohrleitung Fremdenergie und eine Steuerung. Sie registrieren mit Hilfe von Sensoren, die auf einen Druckanstieg oder Flammen reagieren, die Explosion und lösen dann unmittelbar Gegenmaßnahmen, also den Verschluss des Ventils, aus.

## Funktionsprinzipien
Passive Explosionsschutzventile werden direkt und in einem definierten Einbauabstand in den Rohrleitungen integriert. Im Ruhezustand ohne Luftströmung befindet sich der Schließkörper des Explosionsschutzventils in einer offenen Position. Im Normalbetrieb umströmt das Medium, das durch die Rohrleitung transportiert wird, den geöffneten Schließkörper. Im Falle einer Explosion presst die Druckwelle den Schließkörper an die Schließkörperdichtung. In diesem geschlossenen Zustand verriegelt das Ventil die Leitung und verhindert somit die Ausbreitung von Flammen und Druckwellen. Die Ventile können – je nach Bedarf – so ausgelegt werden, dass sie lediglich bei Explosionsgefahren aus Strömungsrichtung, entgegen der Strömungsrichtung oder aber aus beiden Richtungen funktionieren.
Bei aktiven Explosionsschutzventilen ist die zu schützende Anlage mit einem Druck- oder Flammensensor ausgerüstet. Im Normalbetrieb wird der Schließkörper vom Medium umströmt, das Ventil kann einfach pneumatisch geöffnet und geschlossen werden. Die Anlagensteuerung sendet ein Signal aus, das einen Gasgenerator aktiviert. Der erzeugte Druck bewegt den Schließkörper in nur wenigen Millisekunden zur Dichtung.